# Leningrajska oblast
Leningrajska oblast (rusko Ленингра́дская о́бласть) je oblast v Rusiji v Severozahodnem federalnem okrožju. Na severu meji na republiko Karelijo, na vzhodu na Vologdsko oblast, na jugovzhodu na Novgorodsko oblast, na jugu na Pskovsko oblast, na zahodu na Estonijo, na severozahodu na Finsko in na enklavo, zvezno mesto Sankt Peterburg. Ustanovljena je bila 1. avgusta 1927.